# خوان تونیاس
خوان تونیاس (اسپانیایی: Juan Tuñas‎; ۱۷ ژوئیهٔ ۱۹۱۷ – ۴ آوریل ۲۰۱۱) بازیکن فوتبال اهل کوبا بود.
وی همچنین در تیم ملی فوتبال کوبا بازی کرده‌است.